# Ирун
Ирун (на испански: Irún; на баски: Irun, означаващо „укрепен град“) е град и община в Баска автономна област (Испания). Днес е прието от историците, че Ирун е старият римски град Оиасо.
Ирун е разположен на границата между Испания и Франция, на левия бряг на река Бидасоа и има население 60938 души. Благодарение на своето стратегическо разположение, той е търговски и транспортен център. Съединен е с френския град Андай чрез моста Сантяго през реката. Границата е на около 100 метра.
През 1200 година е присъединен към Кастилия. Първото писмено упоменаване на града е от 1203 година. През 1913 година получава статут на град. По време на Гражданската война в Испания през 1936 година почти напълно е унищожен.